# Mallerenga blava eurasiàtica
La mallerenga blava eurasiàtica, mallerenga blava, ferreret, ferrerolet, ferrerico blau o primavera blava (Cyanistes caeruleus o Parus caeruleus) és una espècie d'ocell de la família dels pàrids que habita tota mena d'arbredes, encara que no tant les de coníferes. No és gaire urbana (menys que la més comuna mallerenga carbonera) però també es troba en parcs i jardins, i a l'hivern també buscant menjar als arbres dels carrers. És sedentària. Únicament no es troba en algunes zones desforestades. És present a la major part d'Europa i al Magrib, i a Catalunya es troba a gairebé tot arreu, però al País Valencià només és comuna a l'interior del nord, i a les Balears només es troba a la serra de Tramuntana.

## Taxonomia
La mallerenga blava eurasiàtica va ser descrita per Carl Linnaeus l'any 1758 en la 10a edició de la seva obra "Systema Naturae" amb el nom binomial Parus caeruleus. Parus és el llatí clàssic per a mallerenga i caeruleus és el llatí per blau fosc o ceruli. Dos segles abans, abans de la introducció de la nomenclatura binomial, el mateix nom llatí havia estat utilitzat pel naturalista suís Conrad Gesner quan va descriure i il·lustrar la mallerenga blava a la seva "Historiae animalium" de 1555.
L'any 2005, l'anàlisi de les seqüències del citocrom b de l'ADNmt dels Paridae va indicar que Cyanistes era una branca primerenca del llinatge d'altres mallerengues, i es considerava amb més precisió com un gènere en lloc d'un subgènere de Parus. El nom del gènere actual, Cyanistes, prové del grec antic kuanos, "blau fosc". La mallerenga blava africana (Cyanistes teneriffae) es considerava antigament coespecífica de la blava.

### Subespècies
Actualment hi ha almenys nou subespècies reconegudes:
- C. c. balearicus (von Jordans, 1913) - trobat a l'illa de Mallorca (Illes Balears).
- C. c. caeruleus (Linnaeus, 1758) - la subespècie nominal, que es troba a l'Europa continental fins al nord d'Espanya, Sicília, el nord de Turquia i el nord dels Urals.
- C. c. calamensis (Parrot, 1908) - es troba al sud de Grècia, Peloponès, Cíclades, Creta i Rodes.
- C. c. obscurus (Pražák, 1894) - trobat a Irlanda, Gran Bretanya i Illes del Canal.[16]
- C. c. ogliastrae (Hartert, 1905) - es troba a Portugal, el sud d'Espanya, Còrsega i Sardenya.
- C. c. orientalis (Zarudny & Loudon, 1905) - trobat al sud de Rússia europea (riu Volga fins al centre i el sud dels Urals).
- C. c. persicus (Blanford, 1873) - trobat a les muntanyes de Zagros.
- C. c. raddei (Zarudny, 1908) - trobat al nord de l'Iran
- C. c. satunini (Zarudny, 1908) - trobat a la península de Crimea, el Caucas, la Transcaucàsia i el nord-oest de l'Iran fins a l'est de Turquia.

## Descripció
És un ocell petit (11,5 cm) de diversos colors: Les ales, la cua i el capell són blaus, les galtes blanques (amb una estreta franja blau marí que travessa l'ull), el dors verd i la part de sota groga. La petita mida d'aquesta espècie la fa vulnerable a ser presa d'aus més grosses com el gaig. Segurament el depredador més important n'és l'esparver vulgar. Els nius també poden ser depredats per mamífers com la mostela o l'esquirol vermell.

### Dimorfisme sexual

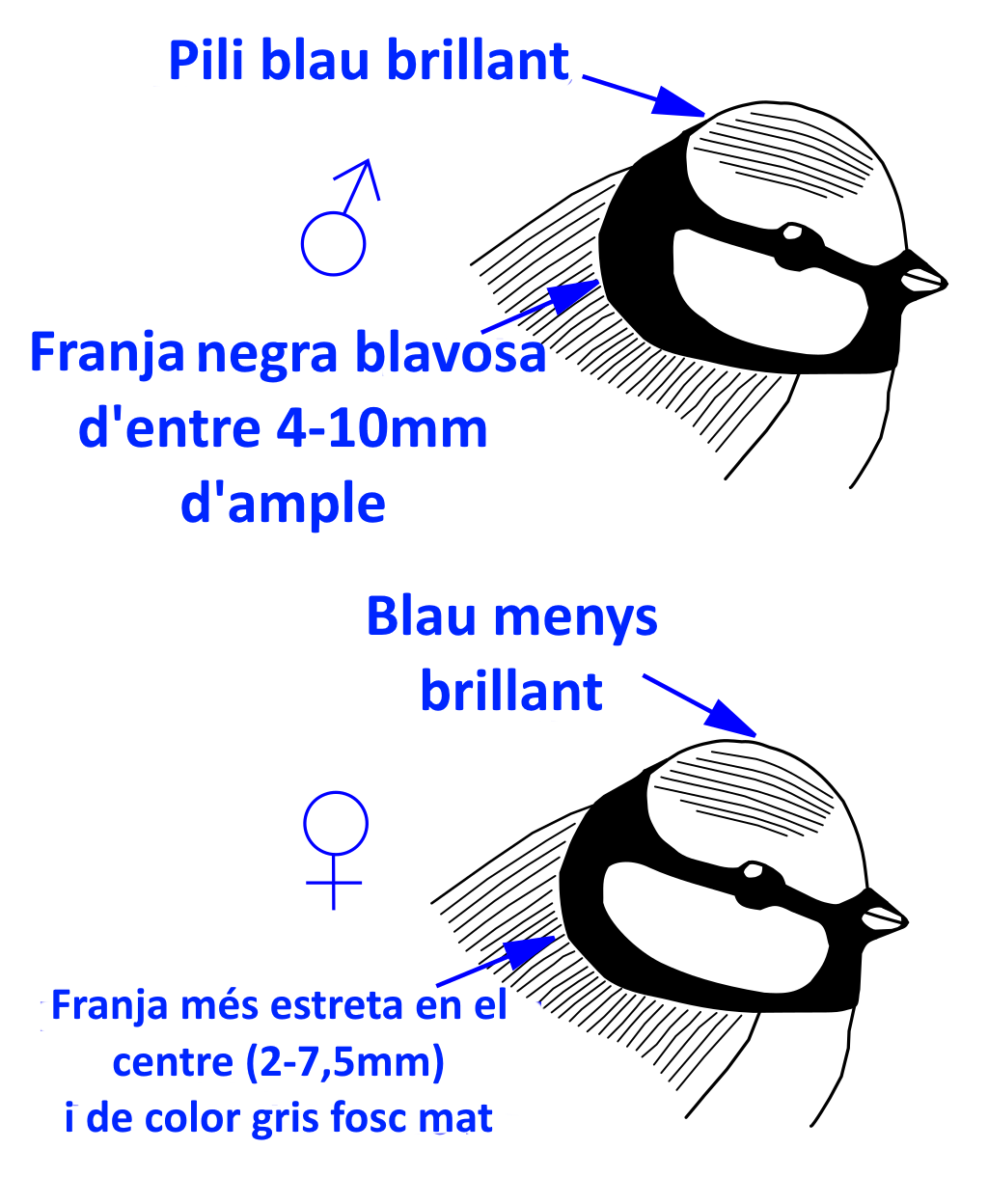
Dimorfisme sexual de la mallerenga blava. (adaptat de l'original de Cactus26)

El dimorfisme sexual és poc marcat: el mascle presenta el carpó de color més viu que la femella i la banda negre-blava que envolta el coll és més ampla en els mascles.

### Reproducció
Per niar, escull qualsevol forat: una paret, a terra, una caixa... però el més habitual és que aprofiti el buit d'un arbre.
La femella construeix el niu: pon uns 10 ous petits i blancs, amb notes vermelles o marrons i ella mateixa cova els ous.

## Distribució i hàbitat
Es distribueix per gran part d'Europa i arriba fins a la mar Càspia, gran part de Turquia, Armènia, Geòrgia, Azerbaidjan.
A la península ibèrica es troba distribuïda majoritàriament arreu i també a les illes Balears.
L'hàbitat és el bosc caducifoli i mixt, sobretot en alzinars, en rostolls, parcs i jardins.

## Comportament i ecologia
A l'hivern, la mallerenga blava eurasiàtica forma estols mixtes i són potser els millors gimnastes de les branques primes. Sovint, una mallerenga blava eurasiàtica pujarà per un tronc amb salts curts i bruscos, que recorden a un raspinell. Per regla general, l'ocell s'allotja a l'heura o als arbres perennes, però als hiverns durs s'allotjarà allà on hi hagi un petit forat adequat, ja sigui en un arbre o una caixa niu. Són molt àgils i poden penjar-se de gairebé qualsevol lloc.
Es tracta d'un ocell de jardí europeu comú i popular, a causa de les seves actuacions acrobàtiques són bonics de veure quan s'alimenta de fruits secs o sèu. Es balanceja sota el suport, cridant "tee, tee, tee" o un "xurr" renyant.

### Cria
La mallerenga blava eurasiàtica farà el niu a qualsevol forat adequat d'un arbre, paret o soca, o una caixa niu artificial, sovint competint pel lloc amb els pardals domèstics o la mallerenga carbonera. Pocs ocells accepten més fàcilment l'aixopluc d'una caixa niu, el reutilitzen any rere any i quan mor una parella una altra en pren possessió. S'estima per la RSPB que hi ha 3.535.000 parelles reproductores només al Regne Unit.
Durant el període d'incubació, les femelles realitzen tota la incubació, però el mascle alimenta la femella durant aquest temps. Durant el període de cria, tant l'assistència al niu de les femelles com la taxa d'alimentació dels mascles són més altes al matí, disminuint al llarg del dia. Encara que socialment són monògames, participen regularment en copules extra-parelles amb altres individus.
Els ous fan 14-18 mm de llarg i 10,7-13,5 mm d'amplada. La mida dels ous sembla depèn principalment de la mida de les femelles i secundàriament de l'hàbitat, ponen ous més petits quan es troben a altituds més altes. El pes total pot ser 1,5 vegades superior que l'ocell femella.
Un estudi va trobar que el moment de la reproducció de la mallerenga blava eurasiàtica està relacionat amb l'expressió de la coloració basada en carotenoides de cria, que podria tenir un paper en la comunicació descendent-parent.
Quan protegeix els ous, aixeca la cresta, però això és un signe d'excitació més que d'enuig, perquè també l'aixeca durant l'exhibició nupcial. El material de nidificació sol ser molsa, llana, cabell i plomes i els ous es posen a l'abril o maig. El nombre d'ous per posta pot ser de set o vuit, la mida varia amb la latitud i altres paràmetres geogràfics. Algunes postes més grans poden ser posades per dues o fins i tot més femelles en alguns llocs, al Regne Unit es va verificar la posta de 14 ous per una sola mallerenga. No és estrany que un sol ocell alimenti els pollets del niu a una velocitat d'un becada cada 90 segons durant l'època de reproducció. A l'hivern formen estols amb altres espècies de mallerengues.
Les mallerengues blaves, com moltes altres espècies de passeriformes, tenen un comportament especialitzat per mantenir el niu net durant el període de cria. Quan els polls defequen, ho fan dins d'una estructura anomenada sac fecal: una mena de membrana mucosa, generalment blanca o transparent amb un extrem fosc, que envolta les femtes i facilita la seva manipulació per part dels progenitors
En una anàlisi realitzada amb dades de recuperació d'anells a Gran Bretanya, la taxa de supervivència dels joves en el seu primer any va ser del 38%, mentre que la taxa de supervivència anual dels adults era del 53%. A partir d'aquestes xifres, l'esperança de vida típica és de només tres anys. L'edat màxima registrada en general és d'11 anys i 7 mesos per a un ocell a la República Txeca.

### Dieta i alimentació
La mallerenga blava eurasiàtica s'alimenta principalment d'insectes tot i que li agraden els brots joves de diversos arbres, especialment quan les preses d'insectes són escasses i pot fer-los a miques amb l'esperança de trobar insectes. És un depredador conegut de moltes espècies de lepidòpters, inclosa l'Arctia plantaginis. Cap espècie, però, destrueix més còccids i pugons, els pitjors enemics de moltes plantes. Li agraden especialment el tortrícids. Tot i això, com d'altres mallerengues també es mengen llavors.

### Cant
Fan servir cants i crits durant tot l'any. Els cants l'utilitzen sobretot a finals d'hivern i primavera per defensar el territori o per atraure companys. Els crits l'utilitzen per diversos motius. La comunicació amb altres mallerengues blaves eurasiàtiques és la motivació més important per a l'ús dels crits. S'informen mútuament sobre la seva ubicació als arbres mitjançant crits de contacte. Utilitzen les crides d'alarma per avisar els altres (incloent-hi ocells d'altres espècies com la mallerenga carbonera, el pit-roig o el raspinell) de la presència de depredadors a la zona. El crit d'alerta, per exemple, s'utilitza quan hi ha un depredador terrestre (per exemple, guineu, gat o gos), un depredador que vol baix o un mussol posat. De vegades, això va seguit d'un comportament d'assetjament en què els ocells s'ajunten en bandades per contrarestar un depredador. El xiulet d'alarma adverteix altres ocells de la proximitat d'un esparver, un astor, un aligot comú o altres depredadors voladors que representin un perill potencial a l'aire.
Abans i durant la còpula, ambdós individus donen una sèrie de notes agudes "zeedling". Els joves fan servir la crida de mendicitat per demanar menjar als pares.

### Conductes apreses
Un exemple interessant d'aprenentatge transmès culturalment en els ocells va ser el fenomen que data de la dècada de 1920 de les mallerengues blaves que s'ensenyaven mútuament a obrir ampolles de llet tradicionals amb tapes d'alumini, per aconseguir la crema que hi havia a sota. Aquest comportament ha estat suprimit recentment pel canvi gradual dels hàbits alimentaris humans (llet baixa en greix o desnatada en comptes de llet sencera) i la manera d'aconseguir-los (des d'un supermercat en envasos de plàstic amb tapes de plàstic dur, en lloc del lleter). A més, l'instint de treure l'escorça dels arbres a la recerca d'insectes s'ha convertit en una tendència a pelar materials de construcció com ara palla, paper pintat, estuc i massilla de finestres.

### Depredadors i amenaces naturals
La petita mida de la mallerenga blava eurasiàtica la fa vulnerable a ocells més grossos, com ara els gaig, que capturen les cries que són vulnerables quan surten del niu. El depredador més important és probablement l'esparver, seguit de prop pel gat domèstic. Els nius poden ser robats per mamífers com les mosteles i tot tipus d'esquirols terrestres.
L'èxit de la cria dels pollets depèn del subministrament suficient d'erugues verdes i d'un clima satisfactori. Les èpoques de reproducció es poden veure molt afectades si el clima és fred i humit entre maig i juliol, sobretot si això coincideix amb l'aparició de les erugues de les quals s'alimenten els cries.

## Paràsits
Se sap que les mallerengues blaves eurasiàtiques són hostes d'àcars de plomes i rarament polls i mosques planes. A Europa, l'única espècie d'àcars de plomes que es coneix que viu a l'hoste de mallerenga blava és Proctophyllodes stylifer. Tanmateix, aquest àcar no sembla preocupar l'ocell, ja que, fins ara, només se sap que s'alimenta de teixit de plomes mortes. P. stylifer viu totes les seves etapes de desenvolupament, és a dir, ou, larva, protoninfa, tritonimfa i adult, dins del plomatge del mateix hoste. Els llocs habituals on es troba P. stylifer són els remigs i les rectrius de l'ocell on es poden trobar en tàndem posicionats entre les barbes del raquis.

## Noms comuns
A la Catalunya del Nord rep el nom de serraller.

## Galeria

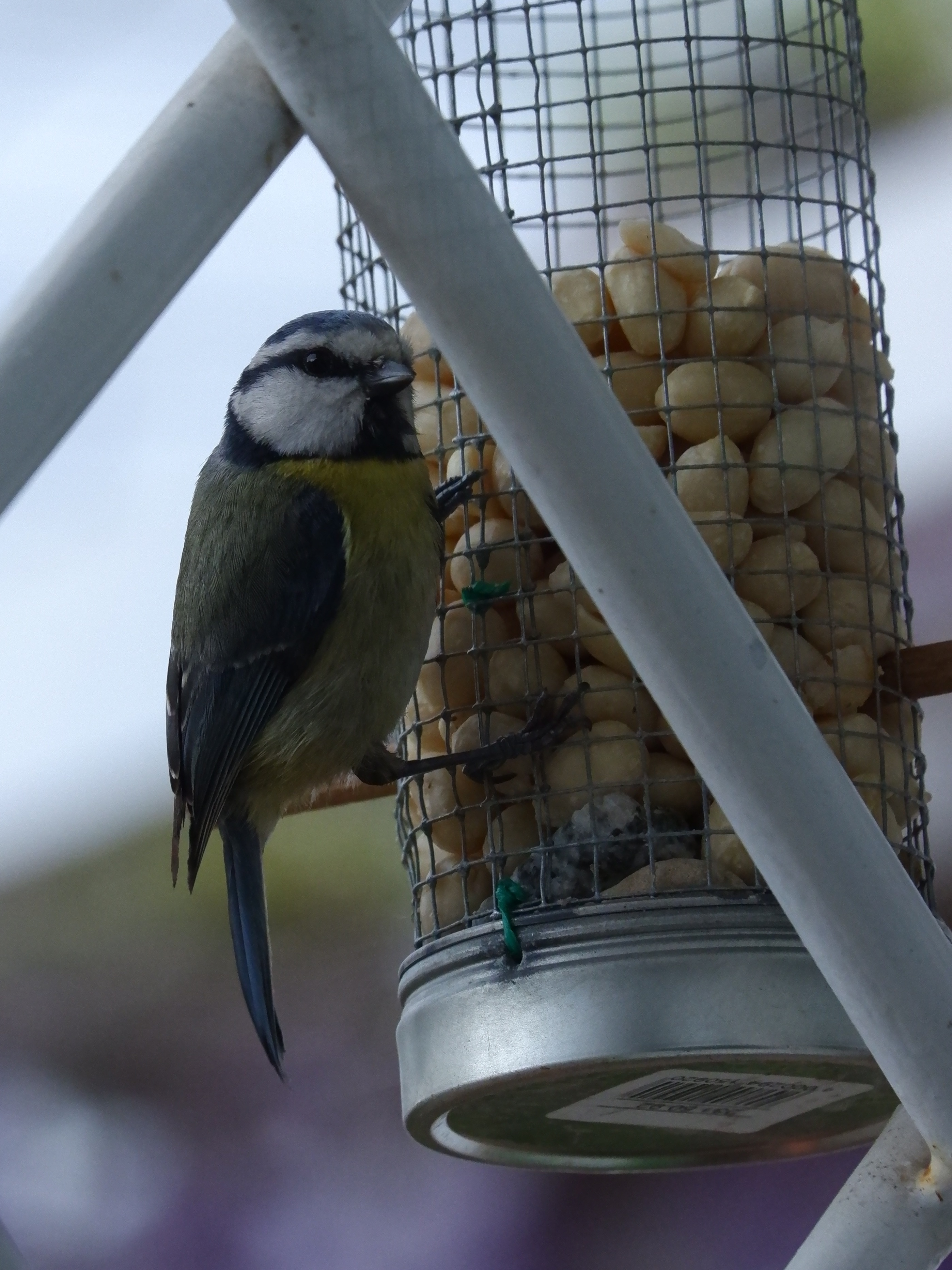
Mallerenga en una menjadora de cacahuets.
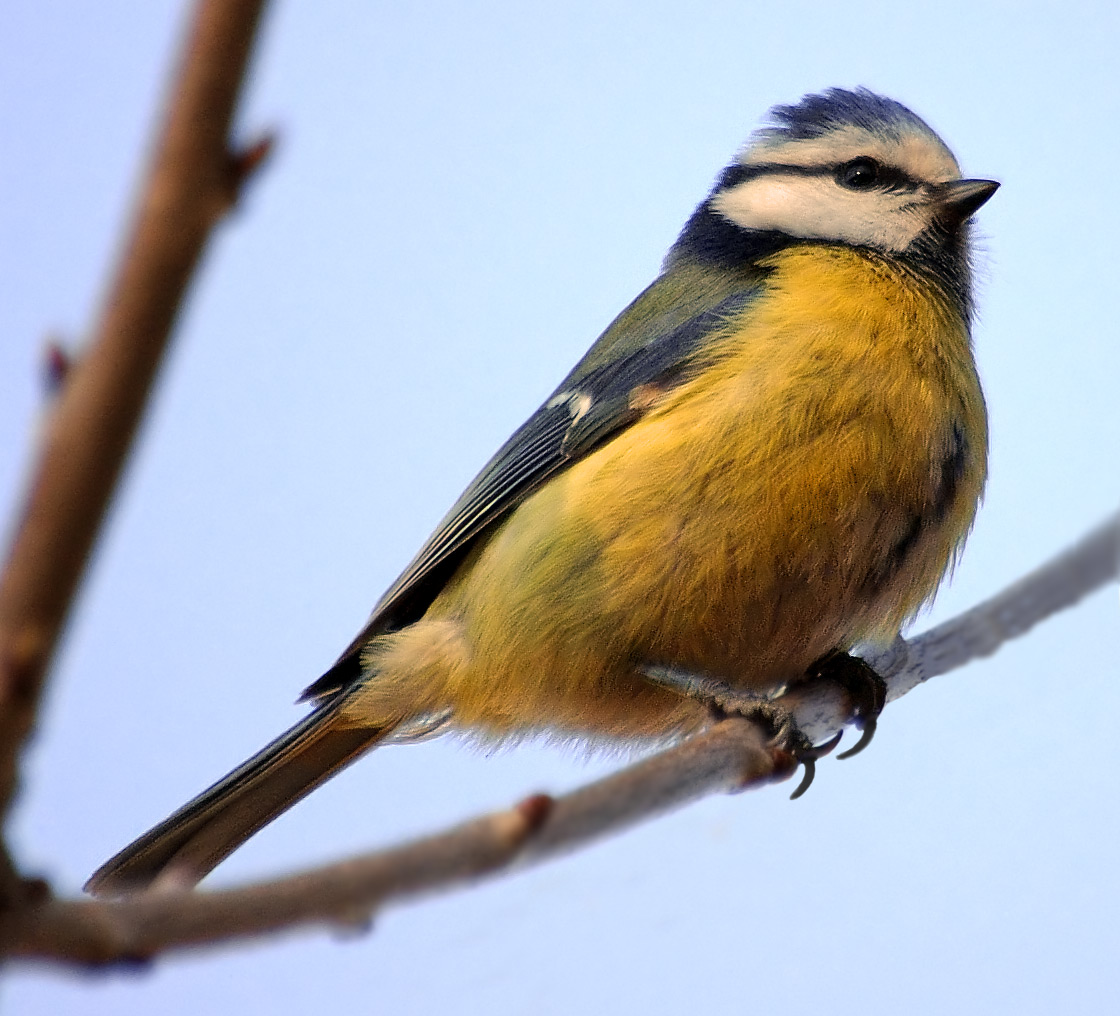
En una branca.
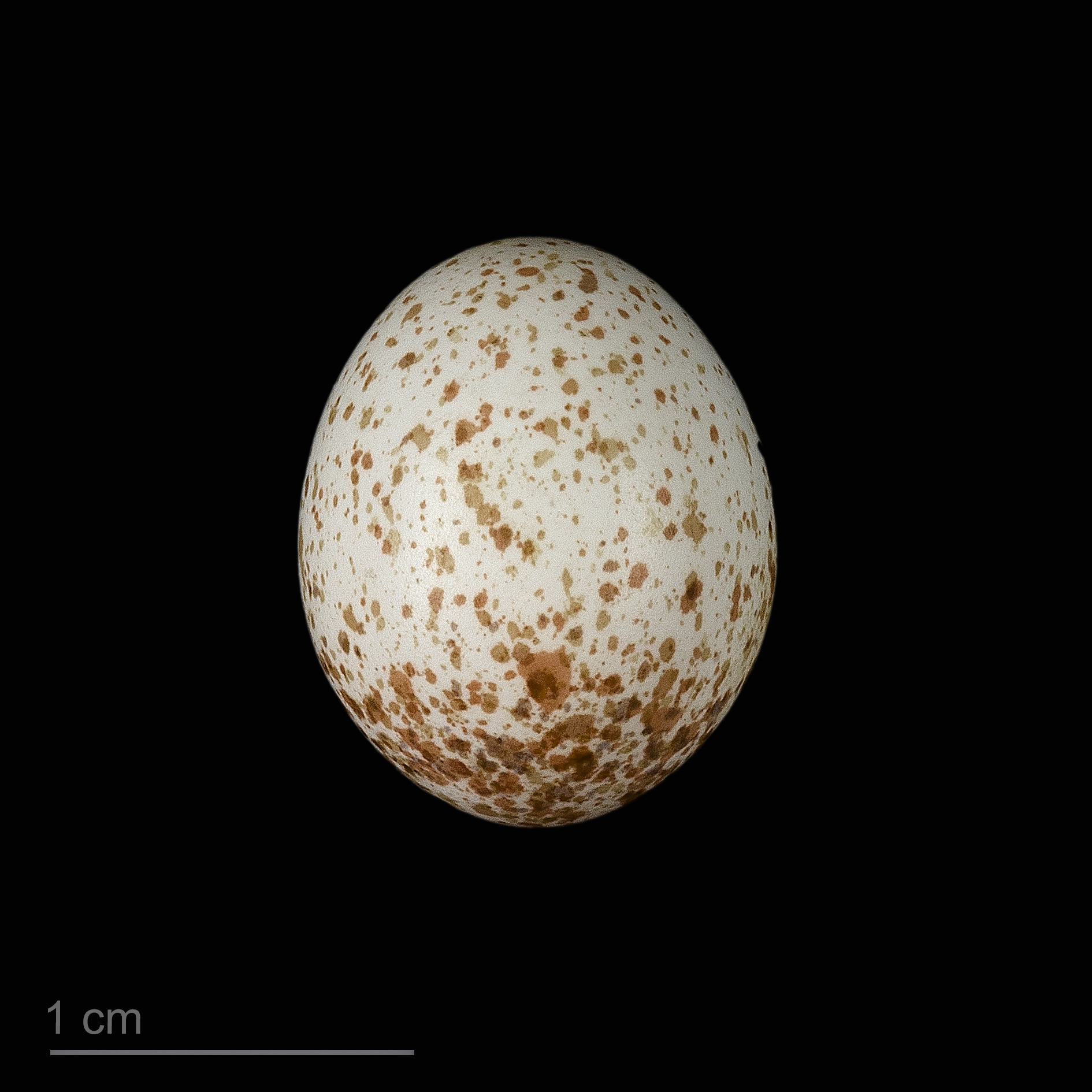
Ou.
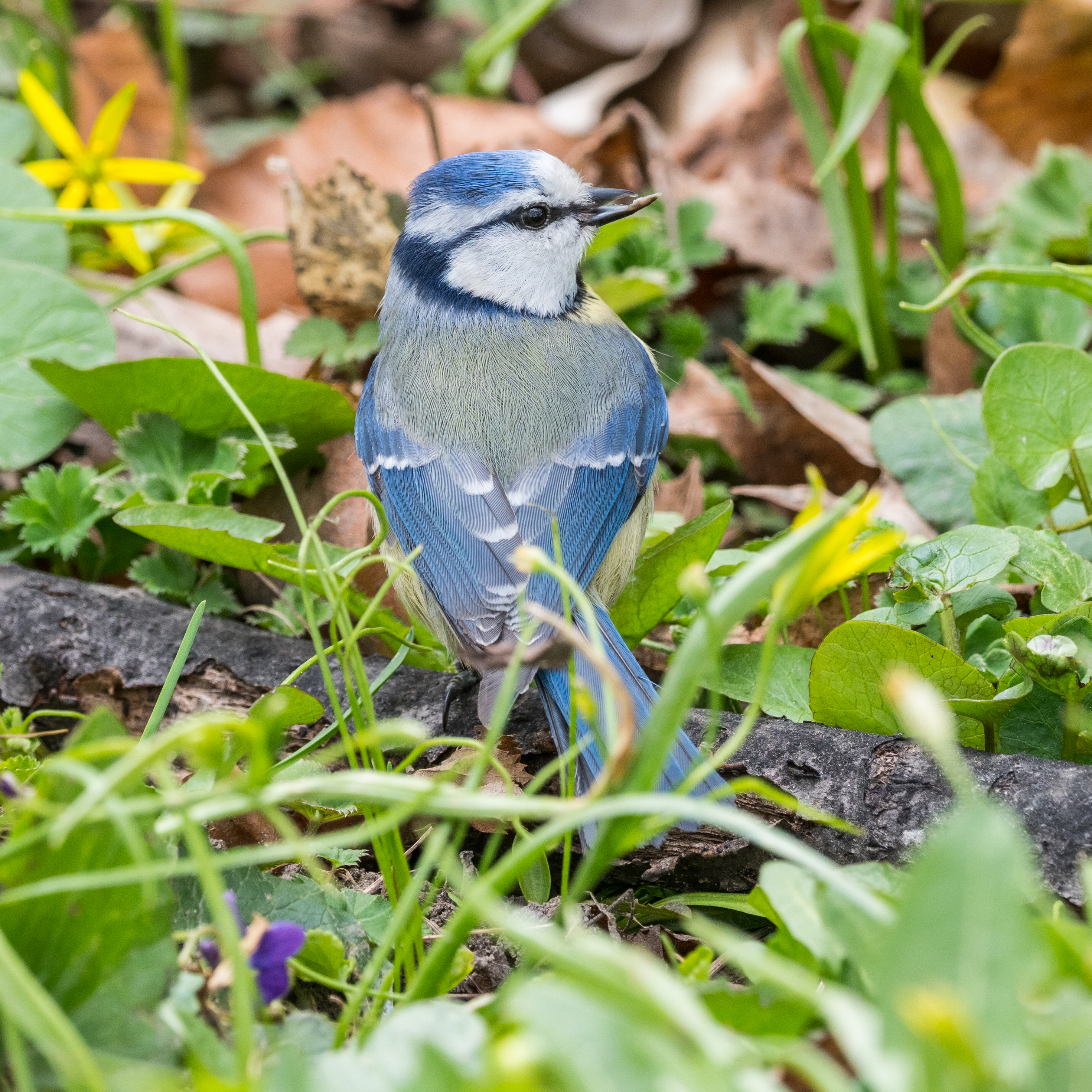
A Suècia, abril de 2018.
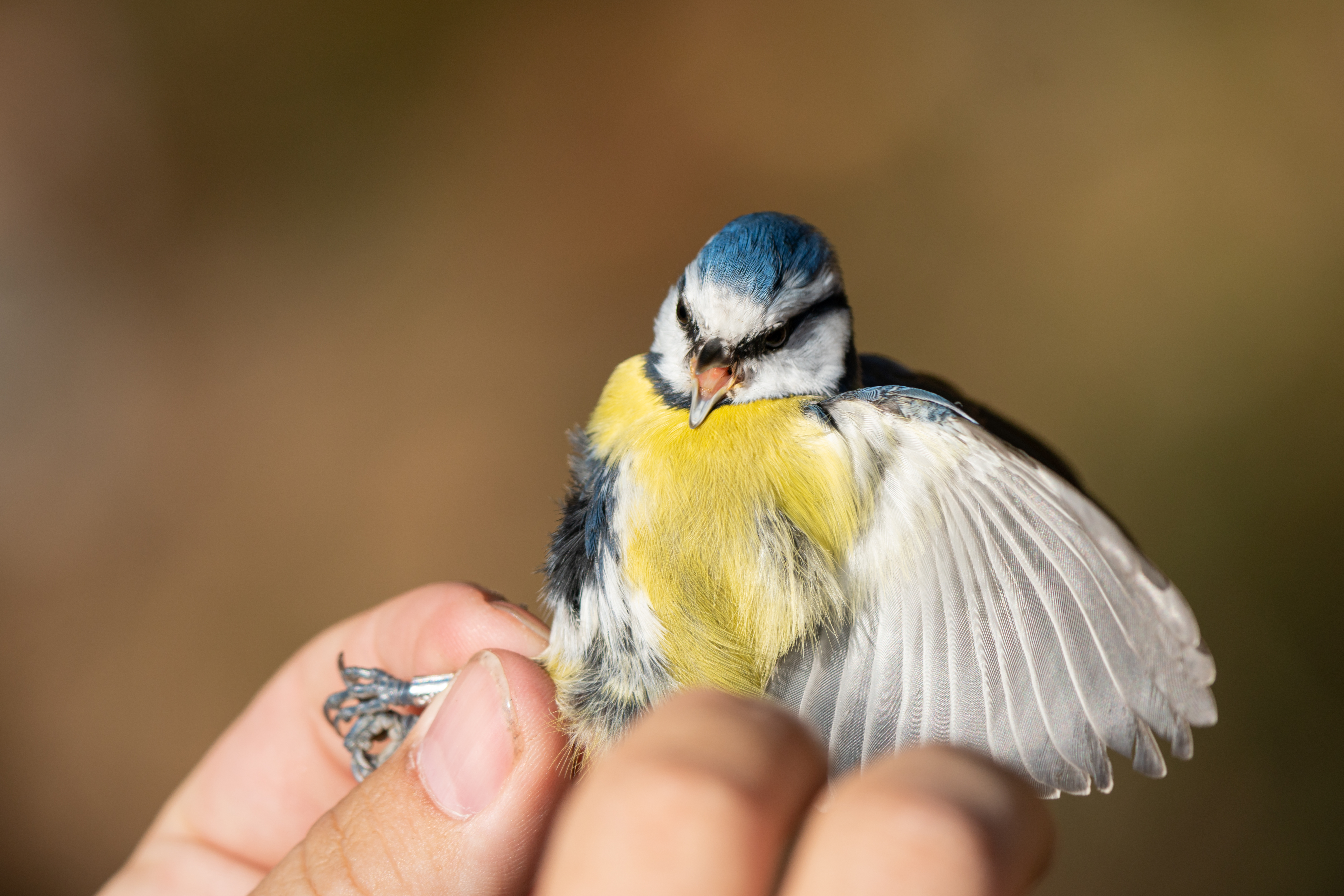
Mostrant agressivitat durant un anellament.
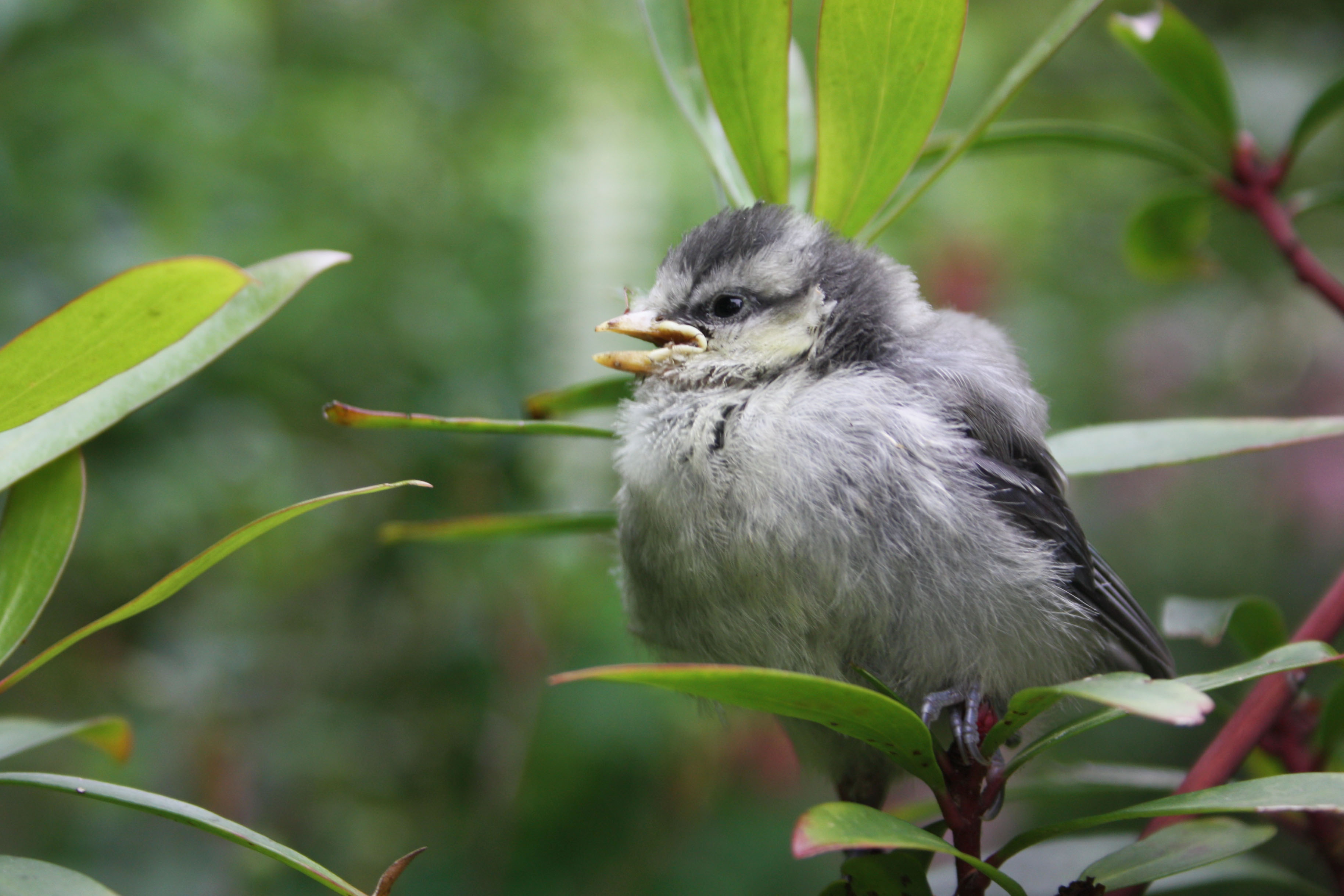
Juvenil.
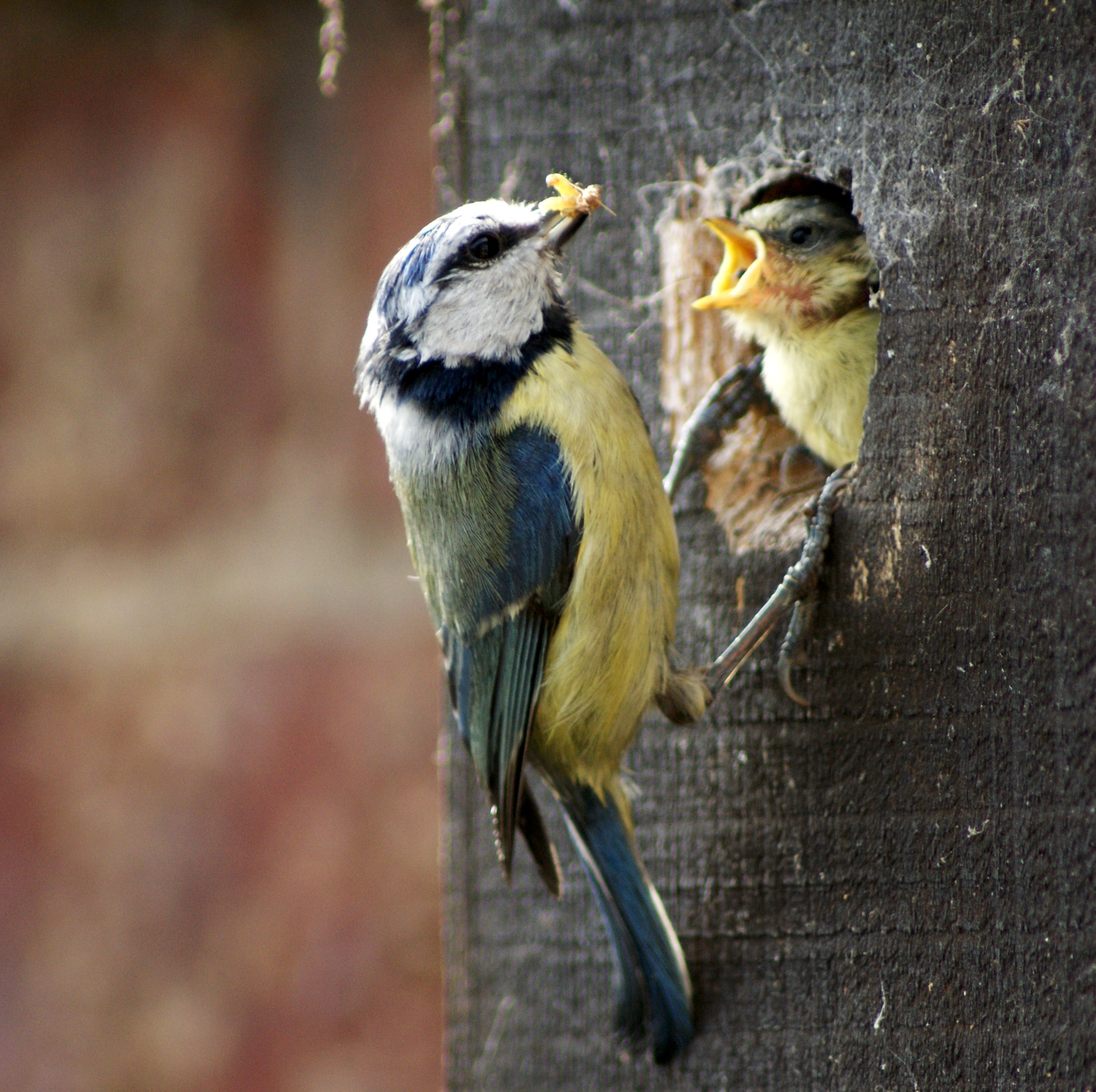
Alimentant un poll.
- En una menjadora de cacahuets.
- Crides de la mallerenga.
- Cant de la mallerenga.